# Santa Catarina (Nuevo León)
Pour les articles homonymes, voir Santa Catarina (homonymie).
Santa Catarina est une ville de l'état du Nuevo León au Mexique.
La population était de 259 896 habitants en 2005.
La ville a été fondée en 1596.